# إدا وڭيلال
إداوڭيلال هي جماعة قروية بإقليم تارودانت في جهة سوس ماسة جنوب المغرب. وهي تضم 6436 نسمة، حسب الإحصاء العام للسكان والسكنى لسنة 2014.
يبعد مركز الجماعة (سوق الإثنين) عن مدينة تارودانت بـ 35 كلم.

## دواوير الجماعة
- أيت سيدي بلا
- إداوڭيلال (مركز الجماعة)
- تملة
- إزواغن
- أكادير
- أيت اعمر
- تماعيا
- بوكضرور
- تعفيرت
- إمي أوزرو
- تاڭرسافت

- أكرض الحد
- أوسير

- زاوية بوشنين
- تجكالت
- تلامت
- أيت داود
- تزيايت
- أزازن
- أملن
- إغيل إعزا
- لاصلاب
- أراز
- إكي العين
- أكدال

## الماء والكهرباء
حسب الإحصاء العام للسكان والسكنى لسنة 2014، تبلغ نسبة التغطية بالكهرباء على مستوى دواوير جماعة إداوڭيلال 77.5%، أما نسبة التغطية بالنسبة للماء الصالح للشرب فتبلغ 83.9%.
يعمل المكتب الوطني للكهرباء والماء الصالح للشرب - قطاع الكهرباء على تزويد الساكنة بالكهرباء عبر عدادات التعبئة التي تعمل بواسطة بطاقة نور، أما توزيع الماء الصالح للشرب فتتكلف به الجمعيات المحلية.

## الدين
تتوفر كل دواوير إداوڭيلال على مسجد خاص بها.

## السكان

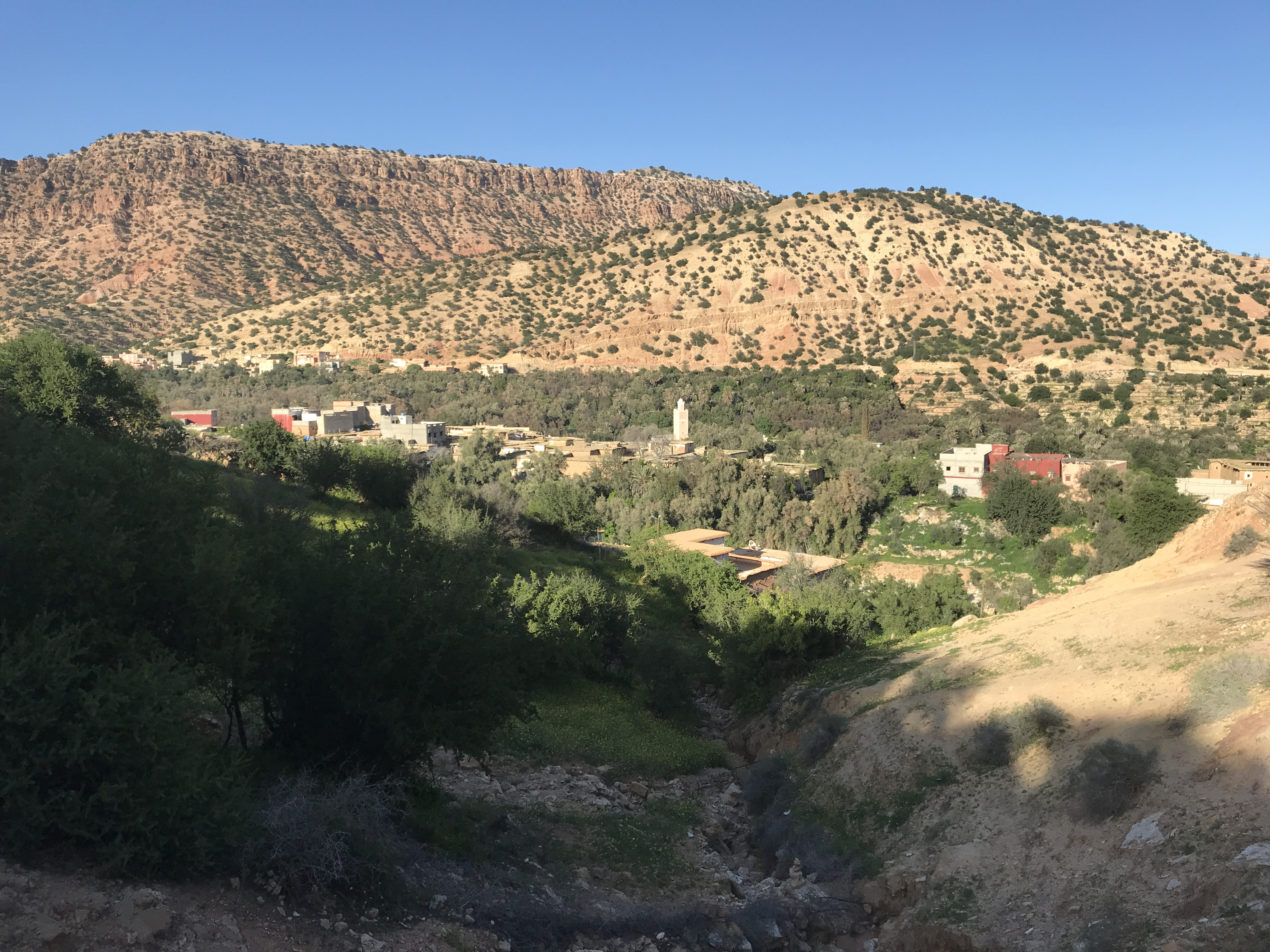
دوار أكرض الأحد بالجماعة القروية إداوڭيلال

تضم جماعة إداوڭيلال 6436 نسمة حسب الإحصاء العام للسكان والسكنى لسنة 2014. أما لغة الحوار السائدة بين السكان هي تشلحيت.

## الاقتصاد
يعتمد اقتصاد السكان المحليين بالدرجة الأولى على الفلاحة وتربية الماشية، وقد عرفت السنوات الأخيرة تدشين تعاونيات نسوية متخصصة في إنتاج زيت الأركان لمساعدة النساء القرويات في الحصول على مدخول مادي وتحسين مستوى عيش أسرهم. أما باقي الموارد المالية فتأتي من خلال أبناء المنطقة الذين يشتغلون بالمدن خصوصاً في تارودانت، وأكادير، والدار البيضاء، أو من خلال تحويلات المغاربة القاطنين بالخارج.

## الصحة
تتوفر الجماعة على مركز صحي قروي واحد، وهو يعاني من قلة الأطر الطبية، والتجهيزات الضرورية.

## النقل والمواصلات

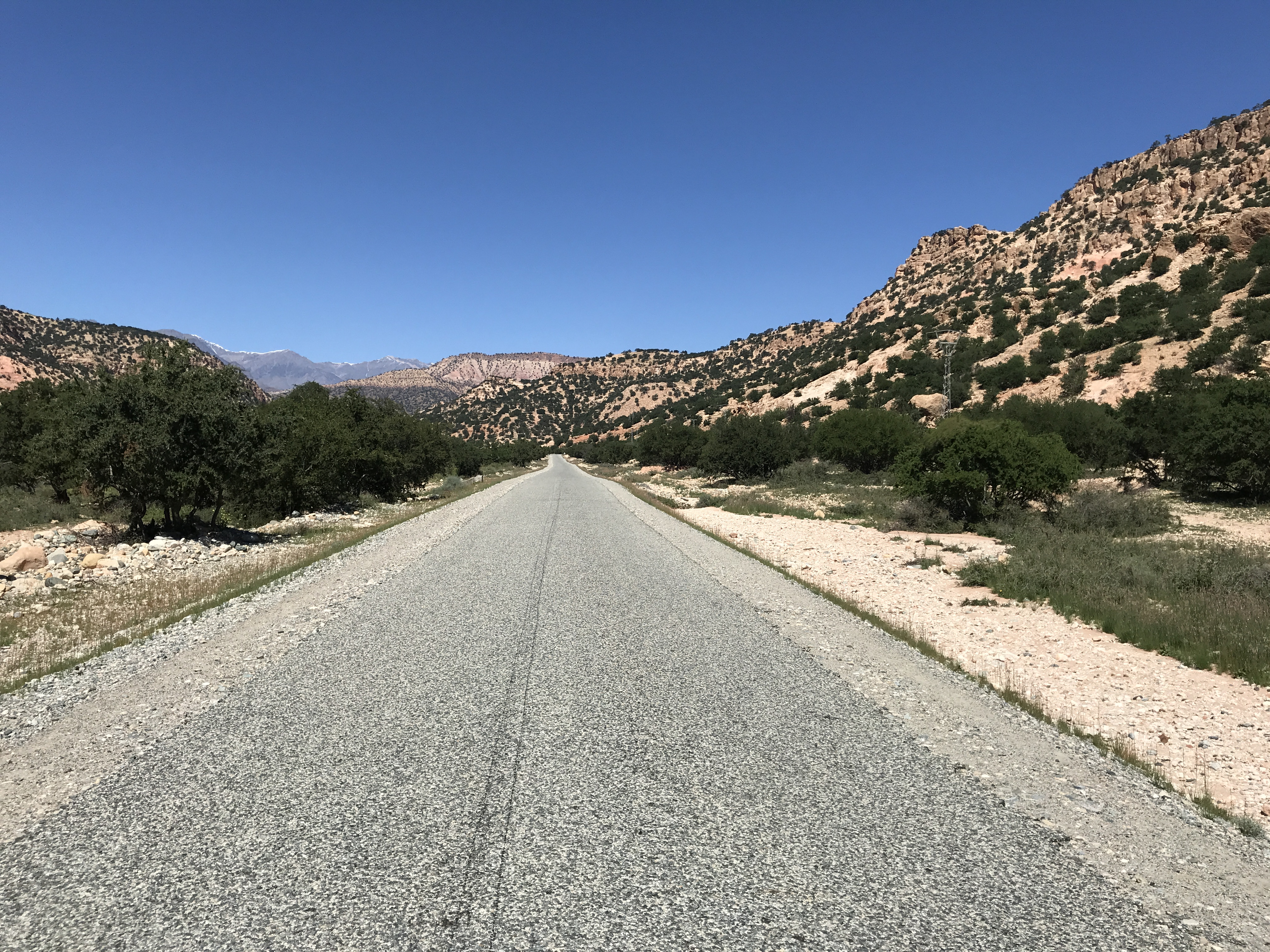
الطريق الرابطة بين جماعة إداوڭيلال وجماعة سيدي عبد الله أوسعيد

### الطرق
يمكن الوصول لمركز جماعة إداوڭيلال (سوق الإثنين) عبر طريق إقليمية معبدة، وهي الطريق الرئيسية التي تربط بين جماعة أولاد عيسى، وجماعة إداوڭيلال، وجماعة سيدي عبد الله أوسعيد. وتمر هذه الطريق المعبدة من مجموعة من الدواوير التابعة لجماعة إداوڭيلال وهي أيت سيدي بلا، إداوڭيلال، بوكضرور، تعفيرت، تاكرسافت، أكرض الحد، أوسير.
كما يُمكن الوصول لدواوير أكدال، أملن، إغيل إعزا عبر طريق معبدة إنطلاقاً من مدينة أولاد برحيل، وتنتهي هذه الطريق المعبدة في دوار أملن، ومن هناك فالطرق المؤدية إلى دواوير أزازن، تزيايت، أيت داود، وتلامت وصولاً إلى النخايل فهي طرق غير معبدة. وتجري حالياً أشغال تعبيد الطريق إنطلاقاً من دوار أملن نحو دوار أزازن.
يوجد أيضاً طريق غير معبدة تربط جماعة إداوكيلال من دوار أكرض الأحد ودوار بوشنين إلى مركز جماعة إيمولاس، لكن ناذراً ما يتم إستخدامها، لكونها طريق جبلية صعبة الولوج، وغير معبدة. يقتصر إستخدامها فقط على السكان المحليين بإستخدام الدواب، أو من طرف شاحنات الديهاتسو بشكل موسمي.

### النقل

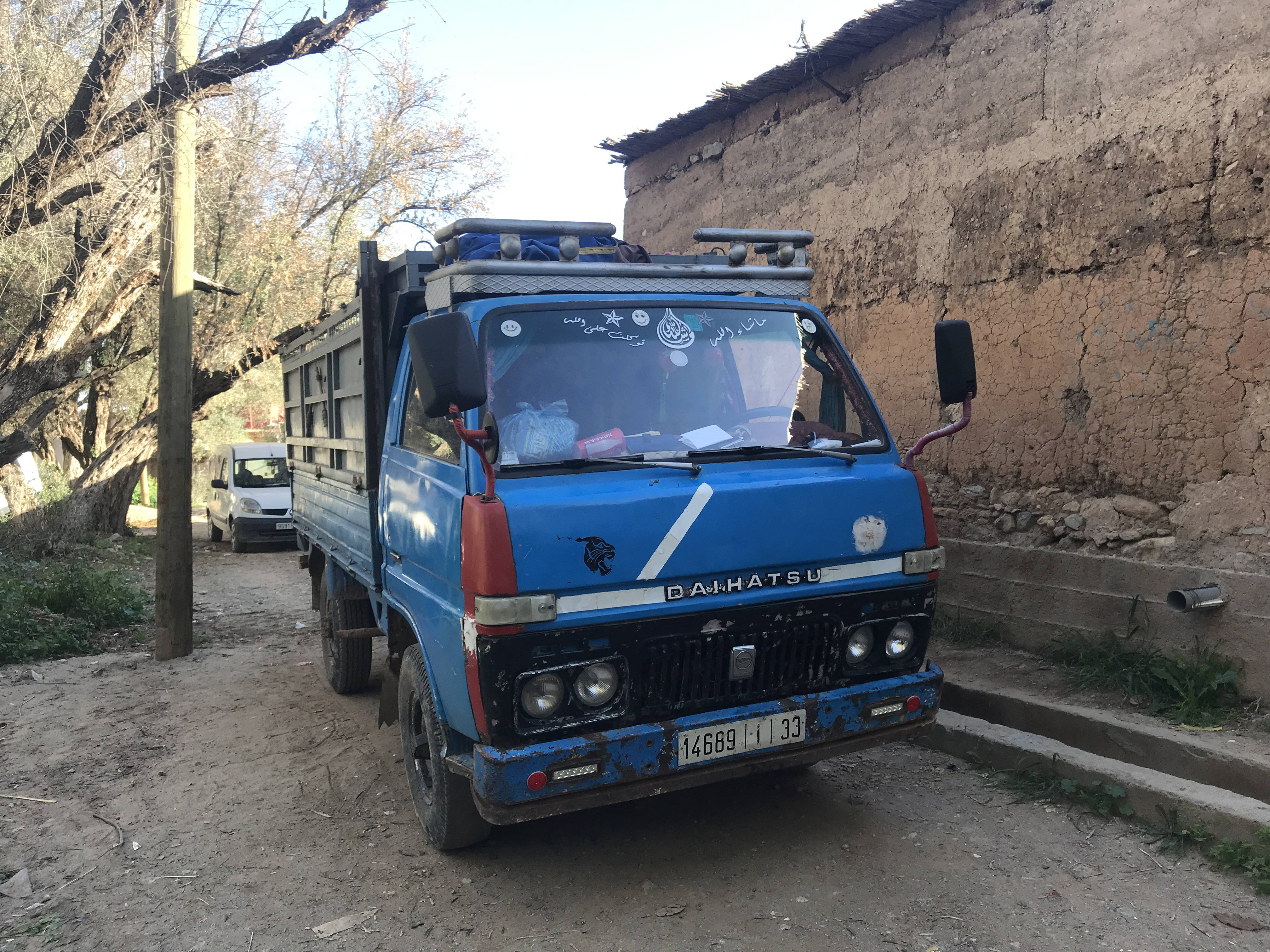
شاحنات الديهاتسو هي الأكثر إستخداماً للتنقل بسبب تحملها للطرق الوعرة

وسائل النقل العام، للوصول لمختلف دواوير جماعة إداوڭيلال، هي قليلة وتتكون أساساً من شاحنات الديهاتسو.
وإنطلاقاً من مدينة تارودانت، يمكن الإختيار ما بين سيارات الأجرة الكبيرة أو حافلات الكرامة، التي تربط بين مدينتي تارودانت وأولاد برحيل، ثم النزول في الطريق المؤدية إلى جماعة إداوڭيلال، قبل الوصول لمركز جماعة أولاد عيسى، وإنتظار إحدى شاحنات الديهاتسو، لإكمال الرحلة نحو دواوير جماعة إداوڭيلال.

## التعليم

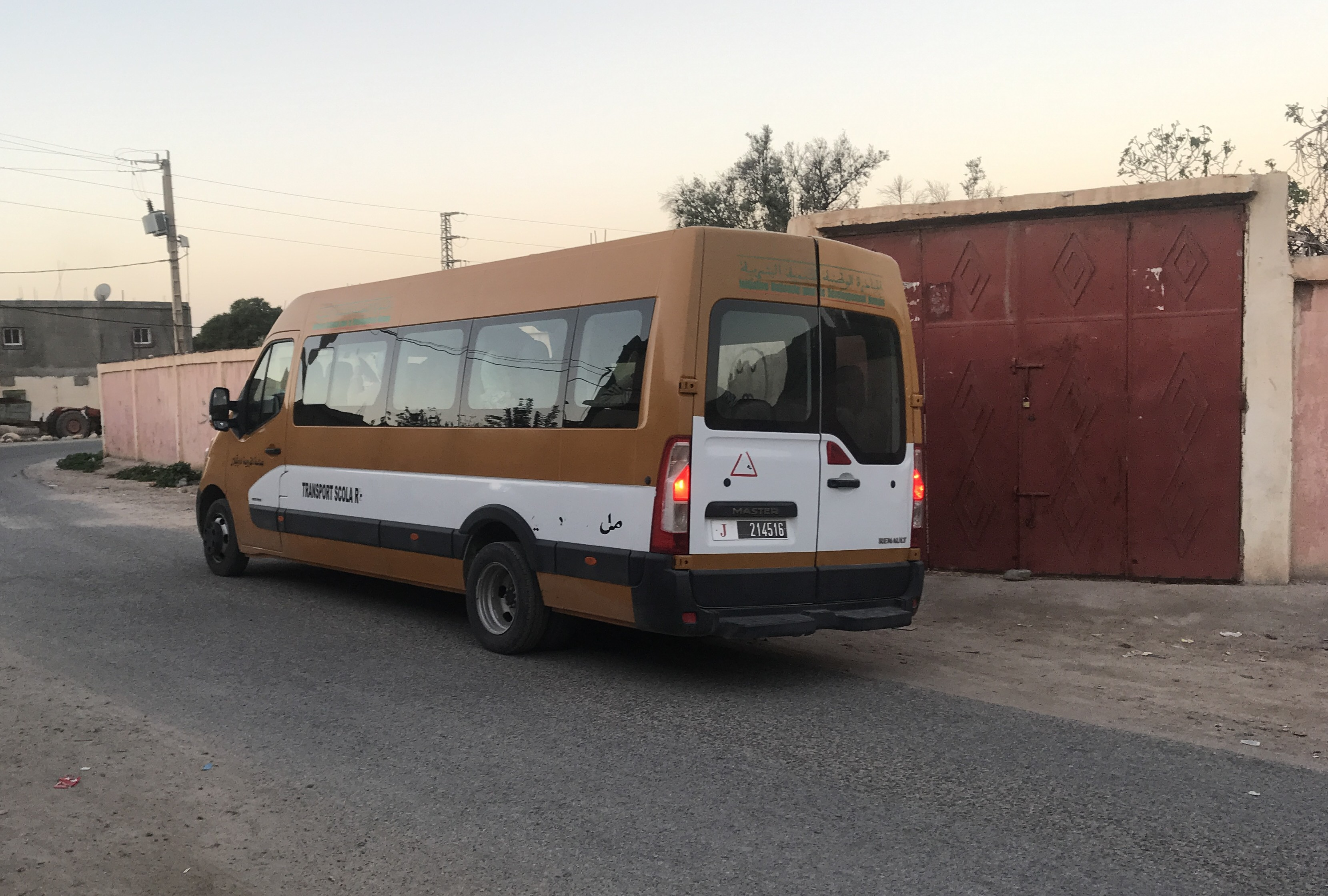
حافلة النقل المدرسي تابعة لجماعة إداوڭيلال

### المؤسسات التعليمية
تتوفر جماعة إداوڭيلال على مجموعة من مدارس التعليم الابتدائي، لكن الجماعة لا تتوفر على أي إعدادية أو ثانوية، ويضطر العديد من التلاميذ للتوجه إلى ثانوية المعرفة في أولاد عيسى، وبعضهم ينتقل للعيش في مدينة تارودانت، لمتابعة دراستهم. أما التلاميذ المتواجدون في الجزء الشرقي من الجماعة (أملن - أزازن) فيتابعون تعليمهم الإعدادي في أولاد برحيل. كما يضطر عدد من التلاميذ (خصوصاً الإناث) للتوقف عن الدراسة بسبب إرتفاع مصاريف التنقل وبُعد المدارس عن دواويرهم. ولمعالجة مشكل الهدر المدرسي وتسهيل حركة تنقل التلاميذ فقد حصلت جماعة إداوڭيلال على حافلات للنقل المدرسي، بدعم من المبادرة الوطنية للتنمية البشرية. وتعمل هذا الحافلات على نقل التلاميذ يومياً من وإلى الدواوير التابعة لجماعة إداوڭيلال لمتابعة دراستهم في ثانوية المعرفة بأولاد عيسى.
يوجد في جماعة إداوڭيلال المؤسسات التعليمية التالية:
- مجموعة مدارس عقبة بن نافع: (المركزية: إداوڭيلال. الفرعيات: النخايل، إمي أوزرو، أكرض الحد، زاوية بوشنين، تجكالت)
- مجموعة مدارس الزلاقة: (المركزية: أملن. الفرعيات: أكدال، أزازن، تزيايت، أيت داود)

ومن المشاريع المستقبلية المتوقع إنجازها في قطاع التعليم، هو بناء إعدادية في دوار بوكضرور بجماعة إداوكيلال.

### الأمية
حسب الإحصاء العام للسكان والسكنى لسنة 2014، فنسبة الأمية بجماعة إداوڭيلال تبلغ 50.9%، والنسبة مرتفعة خصوصاً لدى النساء وكبار السن.

## السياحة

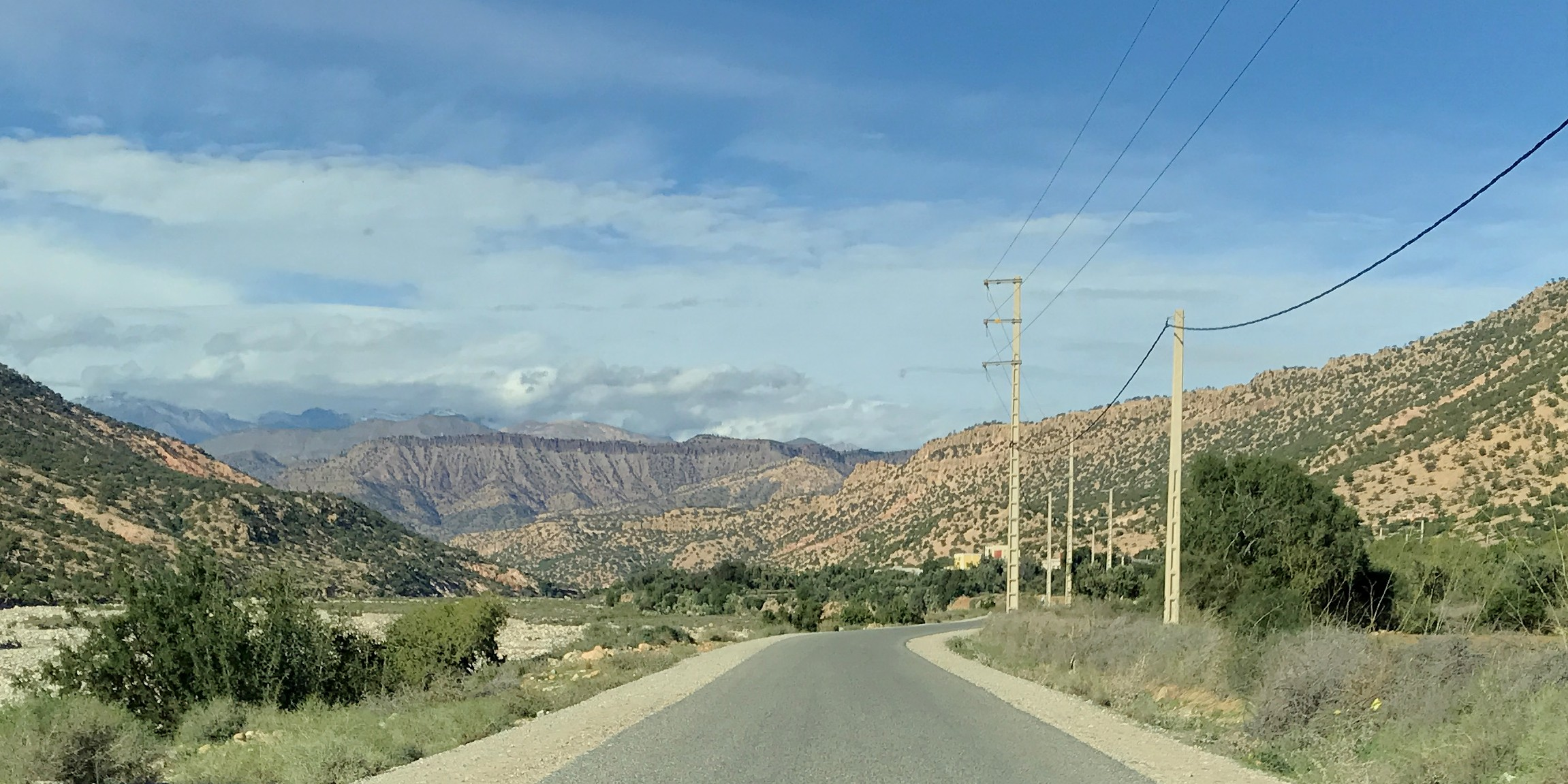
المناظر الطبيعية في مدخل دوار إدا وڭيلال

تمتلك إداوڭيلال مؤهلات سياحية ومناظر طبيعية خلابة ومتنوعة لكنها تفتقر للإشهار والبنيات التحتية.

## الرياضة
ملاعب كرة القدم في جماعة إداوڭيلال:
- ملعب أيت سيدي بلا
- ملعب إداوڭيلال
- ملعب أكرض الأحد
- ملعب لاصلاب

أندية كرة القدم في جماعة إداوڭيلال:
- إمي أوزرو
- شباب تڭرسافت
- أعفير الكرضاوي
- تيكمي مقورن
- شباب أوسير

## الجمعيات
تتوفر تقريباً كل الدواوير التابعة لجماعة إداوكيلال على جمعيات خاصة بها، تنشط في عدة مجالات خصوصاً قطاع الماء الصالح للشرب والرياضة.
وفيما يلي قائمة الجمعيات:
- جمعية إزواغن (دوار إزواغن)
- جمعية أيت أعمر أكادير للتنمية والتعاون (دوار أيت أعمر)
- جمعية النخايل للماء الصالح للشرب
- جمعية شباب إمي أوزرو للثقافة والرياضة والأعمال الإجتماعية (دوار إمي أوزرو)
- جمعية الرشاد الكرضاوي للمصالح الاجتماعية (دوار أكرض الأحد)
- جمعية تمونت الخير بوشنين للتنمية ودعم المرأة القروية (دوار زاوية بوشنين)
- جمعية أوسير للتنمية (دوار أوسير)
- جمعية توادا للتنمية والأعمال الإجتماعية (دوار تزيايت)
- جمعية تزيايت للتنمية والأعمال الإجتماعية (دوار تزيايت)
- جمعية شباب العهد الجديد (دوار أملن)
- جمعية التواصل والتقدم للمصالح الإجتماعية (دوار لاصلاب)
- جمعية أراز للتنمية والتضامن الإجتماعي (دوار أراز)
- جمعية الصفاء للتربية والتنمية الإجتماعية (دوار أكدال)